# 岡田栄
岡田 栄（おかだ さかえ、1873年〈明治6年〉1月10日 - 1940年〈昭和15年〉7月19日）は、日本の政治家、弁護士。衆議院議員（立憲政友会）。位階は正七位。勲等は勲四等。

## 経歴
高知県高岡郡松葉川村（現在の四万十町）生まれ。東京法学院（現在の中央大学）を卒業。判事検事登用試験・弁護士試験に合格。神戸地方裁判所判事、大阪地方裁判所判事を経て、関東総督府審理官、関東都督府法院判官を歴任し、韓国政府法務補佐官を務めた。その後、官を辞して弁護士を開業した。
1912年（明治45年）、第11回衆議院議員総選挙に出馬し、当選。1918年（大正7年）の衆議院補欠選挙で再選された。
その他、北海道と朝鮮で農場を経営した。墓所は多磨霊園。